# Alcuíno de Iorque
Alcuíno de Iorque (em latim: Alcuinus) (Iorque, c. 735 – Tours, 19 de maio de 804) foi um monge, poeta, matemático e professor inglês.

## Biografia
Nascido em Iorque, Nortúmbria, atual Grã-Bretanha, por volta de 735, em uma família nobre, foi levado por seus pais, ainda criança, para estudar na Catedral de Iorque, onde o arcebispo era Egberto. Seu mestre foi Elberto, discípulo do arcebispo.
Lecionou posteriormente nessa mesma instituição durante quinze anos, tendo iniciado em 757, e ali criou uma das melhores bibliotecas da Europa, tendo transformado a Escola em um dos maiores centros do saber. Foi também ordenado diácono.
No inverno 780, foi enviado a Roma pelo arcebispo Eambaldo de Iorque, para receber das mãos do Papa o pálio, uma sobrepeliz de lã, com uma cruz bordada e que era o símbolo dessas altas funções. Em março de 781, cruzou-se com Carlos Magno em Parma, e foi convidado pelo monarca para o ajudar a instruir e reformar a corte e o clero do seu reino. Entre outros empreendimentos, fundou o Palácio-escola (Aula Palatina) da Catedral de Aquisgrão, no qual eram ensinadas as sete artes liberais: o trívio (gramática, lógica e retórica) e o quadrívio (aritmética, geometria, astronomia e música). Contribuiu bastante para a Renascença carolíngia. Foi também conselheiro do imperador, permanecendo na corte de Carlos Magno até 790.
É atribuída a ele a versão mais antiga do problema do fazendeiro, o lobo, o carneiro e a alface:
Um homem, um lobo, uma cabra e um repolho têm que atravessar um rio em um pequeno barco. No barco, o homem só pode levar ou o lobo, ou a cabra, ou o repolho, e ele não pode deixar, do lado do rio, o lobo sozinho com a cabra, nem a cabra sozinha com o repolho. Como fazer esta travessia?
O problema está no livro Proposições para Instruir os Jovens.
É-lhe igualmente atribuído para a consolidação na Europa das bases para um ramo da matemática chamado análise combinatória — tipo de cálculo que está por trás da programação de computadores e da criptografia moderna.
Depois de ter se retirado da corte carolíngia, foi abade de um mosteiro na cidade francesa de Tours. Com toda a justiça, Santo Alcuíno tornou-se o patrono das universidades cristãs. Morreu no dia 19 de maio de 804.